# Umweltgeschichte
Die Umweltgeschichte ist eine Disziplin der Geschichtswissenschaft, die sich mit der langfristigen Entwicklung der Wechselwirkungen von Menschen mit ihrer natürlichen oder kultivierten Umwelt (oder Habitat) beschäftigt.

## Fragestellungen
Moderne Umweltgeschichte nimmt beide Perspektiven (von Mensch und Umwelt) ein, im Gegensatz zu einem deterministischen Ansatz, der nur danach fragt, inwieweit Umweltbedingungen Auswirkungen auf gesellschaftliche Entwicklungen haben. Die Umweltgeschichte fragt also auf der einen Seite nach den nicht von Menschen verursachten Umweltveränderungen (z. B. den Eiszeiten, den Wärme- und Kältephasen wie der Kleinen Eiszeit, Sturmfluten, Meteoriteneinschlagsfolgen, historischen Vulkanausbrüchen wie im Jahr ohne Sommer) und ihren Auswirkungen auf die menschliche Geschichte. Im Mittelpunkt ihres Interesses stehen auf der anderen Seite die in den verschiedenen Epochen vorhandenen gesellschaftlichen Naturbilder (religiös-mythisch, technisch, ganzheitlich), die Entwicklung des menschlichen Wissens über die Natur, die gesellschaftlichen Regelungen des Naturumgangs (Umweltpolitik, Umweltrecht), die Veränderungen der Wirtschafts- und Lebensweisen, deren Folgen für die Umwelt und die Rückwirkungen auf die menschlichen Gesellschaften. Dazu gehören auch Seuchen wie die Pest oder Grippe oder interkontinentale Infektionen wie die Spanische bzw. Französische Krankheit.
Eine wesentliche Leistung der Umweltgeschichte ist die rationale Betrachtung von Stärken und Schwächen des Naturumgangs früherer Kulturen, in Abgrenzung von schwärmerischer Idealisierung früherer Epochen zu „goldenen Zeitaltern“, in denen die Menschen angeblich in Harmonie mit der Natur lebten. Ein einflussreicher Autor ist Jared Diamond mit seinem Buch Kollaps.
Wolfram Siemann und Nils Freytag treten dafür ein, die Umwelt neben Herrschaft (Politik), Wirtschaft und Kultur als vierte Grundkategorie der Geschichtswissenschaft anzusprechen. Doch daneben gibt es andere Kategorien, für die dies ebenso in Anspruch genommen wird: Geschlecht oder historische Region.

## Ältere Geschichte

### Antike
Im Altertum und im Mittelalter haben verschiedene Autoren gravierende, nicht reversible Landschafts- und Umweltveränderungen beschrieben. So beklagte Platon (Kritias 111) die Bodenerosion als Folge des Kahlschlags der Wälder in den attischen Bergen im Zuge des Athener Flottenbaus. Moderne Forschungen weisen allerdings das Verschwinden der Wälder eher jüngeren Kahlschlägen zu. Die Umweltprobleme der Millionenstadt Rom waren erheblich (fumus, Rauch der Feuerstellen, und strenge Gerüche). Auch vor der Bleivergiftung im römischen Trinkwasser wurde bereits gewarnt.
Bereits Hippokrates (Über Lüfte, Wasser, und Lebensräume. Kap. 16) entwickelte eine deterministische Klimatheorie, um den Unterschied zwischen Griechen und Barbaren zu erklären (siehe auch Klima (Historische Geographie)). Im Norden müssten die Menschen so um ihr Leben kämpfen, dass für die höhere Kultur nichts übrig bleibe; die Asiaten seien schlaff und feige, weil ihr Klima zu gleichmäßig sei. Auch Aristoteles führte die freiheitliche Lebensweise der Griechen mit auf die Umwelt zurück (Politik 7.6), worin ihm noch heute viele Historiker folgen, die die Zerklüftung der griechischen Landschaft für die Entstehung freier Poleis verantwortlich machen. Im Hellenismus entstanden eine Meteorologie und die Vorstellung von Klimazonen, die durch die Sonneneinstrahlung unterschiedliche Lebensräume böten.
Der US-amerikanische Althistoriker Kyle Harper betrachtet den Zeitraum vom 3. bis 9. Jhdt. mit einem Klimawandel und drei großen Pandemien. Er weist der Zeit von 150 bis 450 n. Chr. ein Klimaoptimum (Roman Climate Optimum) zu, das zu größeren Ernten und Bevölkerungswachstum geführt hat. Der einsetzende Wechsel war eine Ursache der folgenden politischen Veränderungen. Von 536 bis 545 lag darauf die kälteste Dekade, das Pessimum der Spätantike, vielleicht verursacht durch vulkanische Aktivität oder Meteoriteneinschlag. Dald danach raffte die Justinianische Pest ca. ein Drittel der angegriffenen Bevölkerung im Oströmischen Reich weg.

### Vom Mittelalter bis zum 19. Jahrhundert
In den mittelalterlichen Städten gab es gewaltige ökologische Probleme durch Unrat und Gestank. Als einschneidendstes Ereignis gilt die Große Pest 1348/49, die weite Landstriche entvölkerte mit langfristigen wirtschaftlichen und sozialen Folgen. Für Lateinamerika gilt die Dezimierung der indigenen Bevölkerung, der Indianer, durch aus Europa importierte Krankheiten wie die Masern und die Grippe als gravierende, jedoch menschengemachte demografische Katastrophe.
Im europäischen Raum folgte regional uneinheitlichen mittelalterlichen Warmperioden die sogenannte Kleine Eiszeit, ein Temperatursturz zwischen 1670 und 1701 könnte auf die abgeschwächte Sonnenaktivität des Maunder-Minimums zurückgehen. Nach einer Zwischenerwärmung folgte von 1730 bis 1810 wiederum eine Kältephase. In diesen Zeiträumen waren Naturkatastrophen und Seuchenzüge zu beobachten, die wiederum menschliche Reaktionen nach sich zogen, von politischen und sozialen Unruhen bis hin zur Juden- und vor allem Hexenverfolgung. Seit dem 16. Jahrhundert ist eine verstärkte Sensibilisierung für anhaltende Landschaftsveränderungen aufgrund des Raubbaus durch den wachsenden Brenn- und Bauholzbedarf in großen Teilen Europas zu beobachten, was zu ersten forstwirtschaftlichen Eingriffen führte (Nachhaltigkeit). In den wachsenden Städten wurde der „Stoffwechsel der Stadt“ problematisch: die Versorgung mit Brenn- und Baumaterialien, mit Lebensmitteln, die Wasserversorgung und Abwasserentsorgung. Hygiene zur Gesundheitsvorsorge wurde stärker beachtet. Vor allem für England wurden seit dem 18. Jahrhundert die langfristigen Folgen der verstärkten Nutzung fossiler Energien und des Holzeinschlags für die Bergwerke dokumentiert (z. B. der Übergang vieler Pächter zur Weidewirtschaft).
Doch erst im späten 19. Jahrhundert entwickelte sich eine systematische Umweltbeobachtung. So wurde seit etwa 1860 der natürliche Flechtenbewuchs als Indikator für die Belastung durch Luftverunreinigungen gewertet.

## Umweltgeschichte der Moderne
Wenn man die Moderne mit der Dominanz des industriellen über den agrarischen Sektor beginnen lässt, so begannen mit ihr verschärfte Umweltprobleme, nicht nur durch die industrielle Produktion, sondern auch durch deren soziale Folgen wie Urbanisierung und Mobilität sowie durch neue Mentalitäten in der Konsumgesellschaft. Damit haben sich komplexe historische Forschungsfelder für die Umweltgeschichte ergeben. Dazu gehören auch die sozialen Bewegungen, die aus den Umweltfragen und dem Umweltbewusstsein entstanden, von der Heimatbewegung bis zur Anti-AKW-Bewegung. Dazu gehören auch diktatorische Riesenprojekte wie der stalinistische Kanalbau (Weißmeer-Ostsee-Kanal) oder Bewässerungsprojekte nach dem amerikanischen Dust Bowl. Für Deutschland stellen sich viele Fragen zum Verhältnis von Urbanisation, Landwirtschaft und Naturschutz.

## Institutionalisierung
Die Institutionalisierung der Umweltgeschichte begann in den 1960er Jahren als Unterdisziplin der Geschichtswissenschaft, entwickelte sich aber bald zu einem interdisziplinären Forschungsbereich, der auf zahlreiche humanwissenschaftliche und naturwissenschaftliche Disziplinen Bezug nimmt, unter anderem Philosophiegeschichte bzw. Ideengeschichte, Wissenschaftsgeschichte (z. B. Medizingeschichte) und Geschichte des volkstümlichen Erfahrungswissens, Rechtsgeschichte, politische Geschichte (z. B. Geschichte der Umweltpolitik), Wirtschaftsgeschichte, Technikgeschichte. Eng verwandte Disziplinen sind Geographie, Umweltsoziologie, Umweltpsychologie. Trotz ihrer interdisziplinären Ausrichtung bleibt die Umweltgeschichte ein wichtiges Teilgebiet der Geschichtswissenschaft. Eigene Lehrstühle für das Fachgebiet Umweltgeschichte sind an historischen Instituten in Deutschland allerdings selten; meist wird sie unter anderen Lehrstuhlbezeichnungen betrieben, wie Technikgeschichte, Stadtgeschichte. Bestandteil von Lehrstuhldenominationen ist das Fachgebiet an der Ruhr-Universität Bochum, an der Albert-Ludwigs-Universität Freiburg und an der Technischen Universität Darmstadt.
Deutschsprachige Vertreter umweltgeschichtlicher Forschung sind u. a. Franz-Josef Brüggemeier, Bernd Herrmann, Christof Mauch, Christian Pfister, Joachim Radkau,  Dieter Schott, Rolf Peter Sieferle, Wolfram Siemann, Frank Uekötter, Verena Winiwarter, Cornel Zwierlein, ferner die jüngeren Jens Ivo Engels, Julia Herzberg, Martin Knoll.
1977 wurde die „American Society for Environmental History“ (ASEH) gegründet.
1999 wurde die „European Society for Environmental History“ (ESEH) gegründet. Sie gibt vierteljährlich einen Newsletter (ESEH Notepad) heraus und veranstaltet seit 2001 in zweijährlichem Rhythmus Konferenzen (St. Andrews, Prag, Florenz, Amsterdam, Turku, München, Versailles, Zagreb, 2019: Tallinn).
ASEH und ESEH betreiben gemeinsam ein Internet-Diskussionsforum namens „H-Environment“.